# Little Italy (Paterson)
Little Italy è un quartiere nel centro di Paterson, nel New Jersey. Il quartiere è delimitato da College Boulevard e Memorial Drive a nord, Cianci Street a ovest, Ward Street a sud e Main Street a est. Cianci Street prende il nome dal parroco della chiesa cattolica di St. Michael, monsignor Carlo M. Cianci, andato in pensione all'età di 85 anni, nel 1967. Al confine sud si trova il quartiere, oggi in forte crescita, di Little Lima. Sebbene la presenza italiana sia in calo, Cianci Street presenta ancora numerose gastronomie e ristoranti italiani. Una statua di Cristoforo Colombo si trova in un piccolo parco vicino a Cianci Street e McBride Avenue. Little Lima e Little Italy fanno entrambe parte del primo quartiere di Paterson: Dublino.